# Hymenodora glacialis
Hymenodora glacialis är en kräftdjursart som först beskrevs av Buchholz 1874.  Hymenodora glacialis ingår i släktet Hymenodora och familjen Oplophoridae. Inga underarter finns listade i Catalogue of Life.

## Bildgalleri

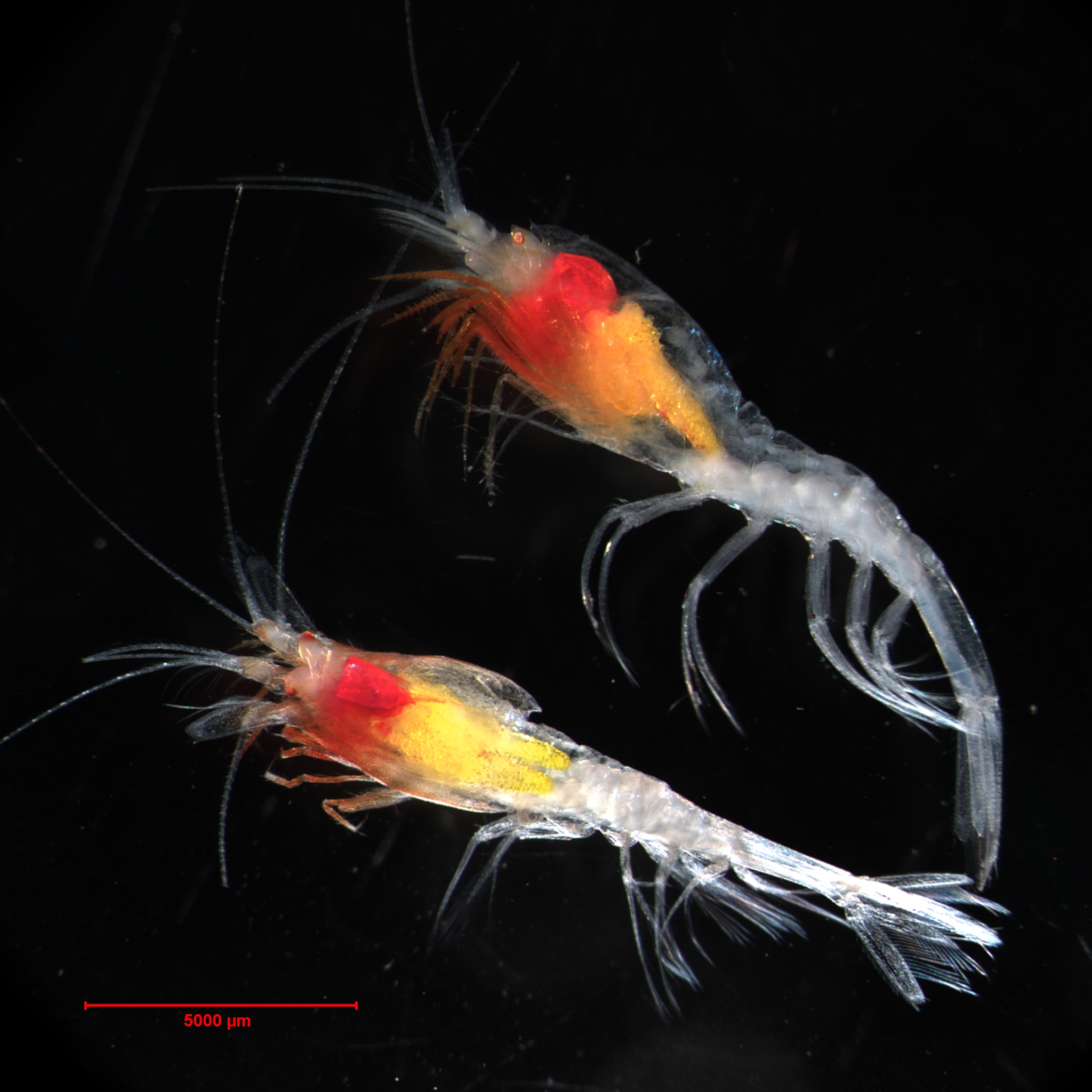